# 山梨県立ひばりが丘高等学校
山梨県立ひばりが丘高等学校（やまなしけんりつ ひばりがおかこうとうがっこう）は、山梨県富士吉田市にある公立の高等学校。

## 設置学科
- 定時制課程
  - 普通科（昼間部、夜間部）
  - 情報経理科(昼間部)

## 沿革
- 2004年4月 - 山梨県立ひばりが丘高等学校として開校。
  - 元々当地には吉田商業高校があったが、ひばりが丘は跡地に新設された高等学校という扱いのため、両校の関係はない。なお、吉田商業高校は北富士工業高校と統合し、富士北稜高校になっている。

## 交通
- 富士山麓電気鉄道富士急行線：富士山駅

## その他
- ひばりが丘高校には吉田のうどんをPRするため、「うどん部」という部活動が存在する。吉田のうどんのメニュー開発や各地のイベントで模擬店を出店、ホームページ作成が活動内容[1]であり、「ぶらり途中下車の旅」や「もしもツアーズ」、「出没!アド街ック天国[2]」など、テレビ番組の取材も受けている。